# Lou de Laâge
Lou de Laâge (Bordeus, 27 d'abril de 1990), és una actriu francesa.

## Biografia
Nascuda de pare periodista del Sud Ouest, Dominique de Laâge (1958-2018), i mare pintora, va passar la seva joventut entre Bordeus i Montendre (Charanta Marítima). Després d'un batxillerat literari, es va incorporar a l'escola de teatre de París Claude Mathieu per convertir-se en actriu.
Va començar la seva carrera com a model on va aparèixer en una campanya comercial per a la marca de cosmètics Bourjois el 2009. Poc després, va començar a actuar en produccions de televisió, seguida de pel·lícules i obres de teatre.
Va debutar al cinema l'any 2011 a la comèdia J'aime regarder les filles. Interpreta la jove de qui l'heroi, interpretat per Pierre Niney, s'enamora. El mateix any, va encapçalar la pel·lícula de baix pressupost, Nino (une adolescence imaginaire de Nino Ferrer), escrita i dirigida per Thomas Bardinet.

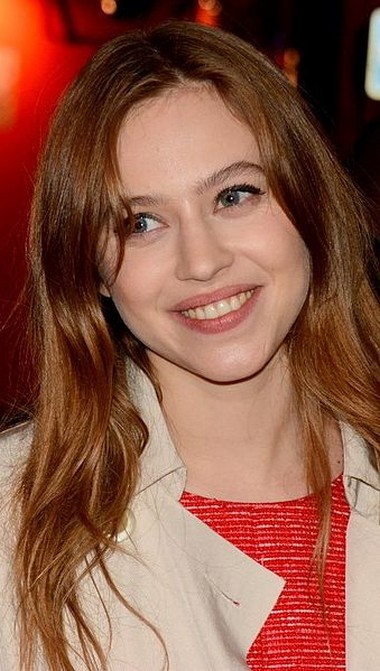
L'actriu als Césars del 2014, on va ser nominada per Jappeloup.

El 2013, va formar part del repartiment de projectes exposats immediatament: el drama eqüestre Jappeloup, dirigit per Christian Duguay, escrit i interpretat per Guillaume Canet. També té com a companys Marina Hands i Daniel Auteuil. La seva actuació li va valer el títol de Millor actriu revelació als Premis César 2014. També forma part del repartiment coral de la comèdia dramàtica Des gens qui s'embrasement, dirigida per Danièle Thompson.
El 2014, va coprotagonitzar el drama íntim Respire, el segon llargmetratge de Mélanie Laurent, amb Joséphine Japy. Totes dues van ser nominades al César 2015 a la millor actriu revelació.
El 2015, es va implicar en dos projectes franco-italians: va coprotagonitzar el drama independent Le Tournoi amb Michelangelo Passaniti, després la segona Juliette Binoche, actriu principal a L'Attesa, coescrita i dirigida per Piero Messina.
L'any següent, va interpretar l'heroïna del drama històric Les Innocentes, dirigida per Anne Fontaine pel que va guanyar el premi Romy-Schneider 2016. Es manté al registre històric del drama portuguès O Caderno Negro, dirigit per Valeria Sarmiento.
L'any 2019 està marcat per l'estrena de la sàtira Blanche comme neige, un nou projecte d' Anne Fontaine. La seva companya principal és Isabelle Huppert.
El juny del mateix any, va formar part del jurat de Sandrine Bonnaire al 33 Festival de Cinema de Cabourg.

## Filmografia

### Cinema

#### Llargmetratges
- 2011: J'aime regarder les filles de Frédéric Louf: Gabrielle
- 2011: Nino (une adolescence imaginaire de Nino Ferrer) de Thomas Bardinet: Natacha
- 2013: Jappeloup de Christian Duguay: Raphaëlle Dalio
- 2013: Des gens qui s'embrassent de Danièle Thompson: Noga
- 2014: Respire de Mélanie Laurent: Sarah
- 2015: Le Tournoi d'Élodie Namer: Lou
- 2015: L'attesa de Piero Messina: Jeanne
- 2016: Les Innocentes d'Anne Fontaine: Mathilde Beaulieu
- 2018: O Caderno Negro) de Valeria Sarmiento: Laura / Lelia
- 2019: Blanche comme neige d'Anne Fontaine: Claire
- 2021: Boîte noire de Yann Gozlan: Noémie Vasseur
- 2021: Le Bal des folles de Mélanie Laurent: Eugénie
- 2022: Le Tourbillon de la vie d'Olivier Treiner: Julia
- 2022: Tu choisiras la vie (Alla vita) de Stéphane Freiss: Esther Zelnik
- 2023: Coup de chance de Woody Allen

#### Curtmetratges
- 2013: Le Ballon de rouge de Sylvain Bressollette
- 2014: Notre Faust d'Elsa Blayau et Chloé Larouchi
- 2018: Belle à Croquer d'Axel Courtière et Magali Pouzol

### Televisió
- 2010: Els xicotets assassinats d'Agatha Christie d'Eric Woreth: Clémence Mouson (temporada 1, episodi 6)
- 2010 : 1788. . . Et Demi per Olivier Guignard: Paulina de Saint-Azur
- 2011 : La Nouvelle Blanche-Neige de Laurent Bénégui: Blanc
- 2013 : Alias Caracalla d'Alain Tasma: Suzette
- 2013 : Anna Karenina de Christian Duguay: Katerina Stcherbatskïa, coneguda com a «Kitty»

## Teatre
- 2012: Il était une fois... le Petit Poucet, de Gérard Gelas, dirigit per Emmanuel Besnault
- 2013: Entrez et fermez la porte, escrit i dirigit per Raphaële Billetdoux, Théâtre Essaïon[6]
- 2013: C'est tout pour cette nuit, basat en Princes et Princesses de Michel Ocelot, dirigit en escena col·lectiva
- 2014: À la périphérie de Sedef Ecer, dirigit per Thomas Bellorini, Théâtre de Suresnes - Jean Vilar
- 2014: Ni Dieu ni Diable, d'Augustin Billetdoux, dirigit per Julie Duquenoÿ i Augustin Billetdoux, Théâtre 13
- 2015: Danser à Lughnasa, de Brian Friel, dirigit per Didier Long, Théâtre de l'Atelier
- 2016-2017: Le Dernier testament, de James Frey, dirigit per Mélanie Laurent, Théâtre Liberté, Théâtre de Chaillot

## Reconeixements

### Premis
- Premi Romy-Schneider 2016 per Les Innocentes
- Premis Internacionals Emmy 2022: Millor actriu per Le Bal des Folles

### Nominacions
- César 2014 : La millor actriu revelació per Jappeloup.
- César 2015 : La millor actriu revelació per Respire.
- Lumières 2015 : Millor actriu revelació per Respire.